# Sundargarh
Sundargarh är en stad i den indiska delstaten Odisha, och är huvudort för ett distrikt med samma namn. Folkmängden uppgick till 45 036 invånare vid folkräkningen 2011.